# Aleochara sekanai
Aleochara sekanai är en skalbaggsart som beskrevs av Jan Klimaszewski 1985. Aleochara sekanai ingår i släktet Aleochara och familjen kortvingar. Inga underarter finns listade i Catalogue of Life.